# To Be Loved
To Be Loved é o oitavo álbum de estúdio pelo cantor canadiano Michael Bublé, lançado a 22 de Abril de 2013 através da 143 Records. "It's A Beautiful Day", editado a 25 de Fevereiro, serviu como single de avanço. Estreou na primeira posição da Billboard 200 com 195 mil cópias vendidas.

## Faixas
| CD             |                                                                                   |         |  |
| N.º            | Título                                                                            | Duração |  |
| 1.             | "You Make Me Feel So Young"                                                       | 3:06    |  |
| 2.             | "It's a Beautiful Day"                                                            | 3:19    |  |
| 3.             | "To Love Somebody"                                                                | 3:15    |  |
| 4.             | "Who's Lovin You"                                                                 | 2:56    |  |
| 5.             | "Something Stupid" (com a participação de Reese Witherspoon)                      | 2:58    |  |
| 6.             | "Come Dance with Me"                                                              | 2:46    |  |
| 7.             | "Close Your Eyes"                                                                 | 3:33    |  |
| 8.             | "After All"                                                                       | 3:38    |  |
| 9.             | "Have I Told You Lately" (com a participação de Naturally 7)                      | 3:26    |  |
| 10.            | "To Be Loved"                                                                     | 3:41    |  |
| 11.            | "You've Got a Friend in Me"                                                       | 3:26    |  |
| 12.            | "Nevertheless (I'm in Love with You)" (com a participação de The Puppini Sisters) | 3:26    |  |
| 13.            | "I Got It Easy"                                                                   | 3:26    |  |
| 14.            | "Young at Heart"                                                                  | 3:26    |  |
| Duração total: | Duração total:                                                                    | 46:16   |  |

## Desempenho nas tabelas musicais

### Posições
| Tabela musical (2013)               | Melhor posição |
| ----------------------------------- | -------------- |
| Alemanha (Media Control Charts)     | 2              |
| Austrália (ARIA Charts)             | 1              |
| Áustria (Ö3 Austria Top 40)         | 1              |
| Bélgica (Ultratop de Flanders)      | 1              |
| Bélgica (Ultratop de Valônia)       | 4              |
| Canadá (Billboard)                  | 1              |
| Dinamarca (Hitlisten)               | 2              |
| Países Baixos (Dutch Charts)        | 1              |
| Finlândia (Suomen virallinen lista) | 2              |
| França (SNEP)                       | 4              |
| Hungria (MAHASZ)                    | 1              |
| Irlanda (IRMA)                      | 1              |
| Itália (FIMI)                       | 3              |
| Nova Zelândia (RIANZ)               | 1              |
| Noruega (VG-lista)                  | 2              |
| Polónia (ZPAV)                      | 10             |
| Portugal (AFP)                      | 1              |
| Escócia (Official Scottish Albums)  | 1              |
| Espanha (PROMUSICAE)                | 4              |
| Suécia (Sverigetopplistan)          | 3              |
| Suíça (Schweizer Hitparade)         | 1              |
| Reino Unido (UK Albums Chart)       | 1              |
| Estados Unidos (Billboard 200)      | 1              |

### Certificações
| País          | Certificador | Certificação |
| ------------- | ------------ | ------------ |
| Austrália     | ARIA         | Ouro         |
| França        | SNEP         | Ouro         |
| Nova Zelândia | RIANZ        | Platina      |